# Alicatado
Alicatado, termine spagnolo che deriva dall'arabo al-qataa, ha il significato di rivestimento piastrellato geometrico per pavimenti, per pareti, per soffitti. I singoli elementi sono detti aliceres.

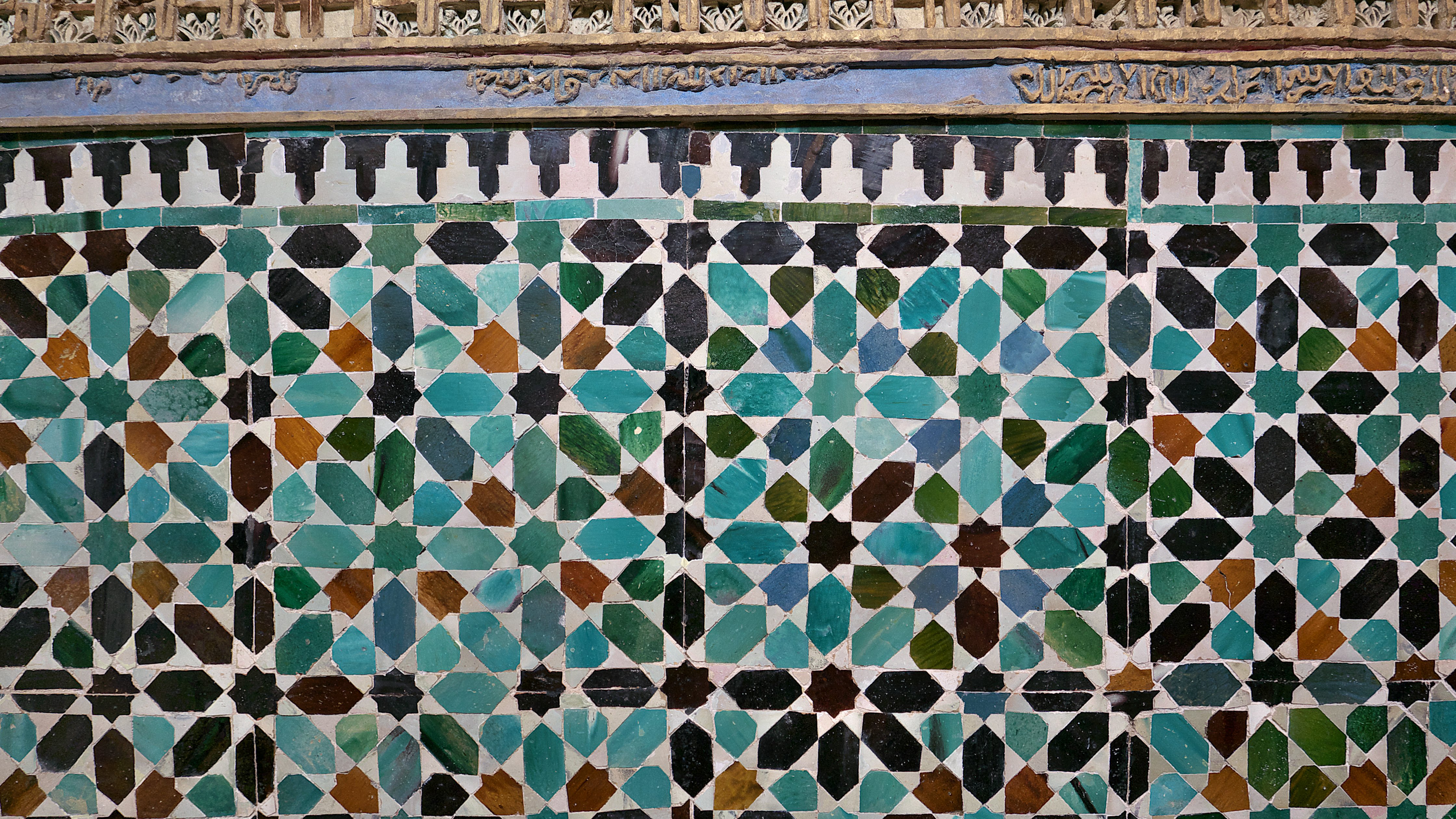
Alicatado nella cappella di San Bartolomeo (Cordoba)

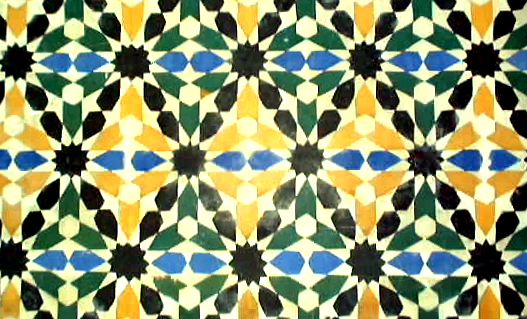
Mosaico, Alhambra

## Descrizione e storia
Non era consentito ai musulmani riprodurre figure umane e di animali, quindi la decorazione interna delle case e dei palazzi era costituita da citazioni del Corano e da disegni geometrici. L'uso del mosaico, a mattonelle smaltate - con colori vivaci, di forma quadrata, rettangolare o poligonale e di misura varia - si diffuse prima in Persia e in Anatolia, nel XII secolo; poi invase tutto l'Oriente islamico, quindi approdò in Andalusia. Se ne trovano esempi in particolare a Granada, a Cordova e a Siviglia, perché in Andalusia l'alicatado rimase di moda dal XIII al XV secolo. Il periodo corrisponde alla dinastia sultanale dei Nasridi che è stata l'ultima a dominare nel Sud della Spagna. Esempi coloratissimi e in ottimo stato di conservazione sono all'Alhambra di Granada. Alcune chiese spagnole, ricavate da ex moschee o da case una volta abitate da musulmani, hanno conservato l'antico pavimento in alicatado, come la cappella di San Bartolomeo a Cordoba e il convento di San Francesco a Granada.
I piccoli pezzi in maiolica (aliceres) monocromi venivano disposti a contrasto di colore, in modo da formare poligoni o stelle, o croci; poi venivano fissati insieme da stucco bianco. Il decoro fu utilizzato anche per sottolineare imbotti, cornici di porte e archetti, per ricoprire colonnine. Si trovano anche stele funerarie, decorate con alicatado. Questo tipo di mosaico, per pareti e pavimenti interni, esiste anche oggi nell'Oriente islamico e in Africa del Nord, in particolare in Marocco.
Il museo del Louvre possiede una collezione di frammenti di antico mosaico alicatado, provenienti dalla Spagna.